# 9500 Camelot
9500 Camelot là một tiểu hành tinh vành đai chính với cận điểm quỹ đạo là 2.1612262 AU. Nó có độ lệch tâm là 0.1669729 và chu kỳ quỹ đạo là 1526.9372730 ngày (4.18 năm).
Caesar có vận tốc quỹ đạo trung bình là 18.49194786 km/s và độ nghiêng quỹ đạo là 12.74269°.
Nó được phát hiện ngày 29 tháng 9 năm 1973 bởi Cornelis Johannes van Houten và Ingrid van Houten-Groeneveld.
Tiểu hành tinh này được đặt tên theo tên của Camelot, the Vị trí của King Arthur's knights.